# Орлов, Николай (борец)
Никола́й Орло́в (XIX век — XX век) — российский греко-римский борец, серебряный призёр летних Олимпийских игр 1908 года.
В 1908 году студент.
На Играх 1908 года в Лондоне Орлов соревновался в весовой категории до 66,6 кг. Выиграв три схватки, он проиграл в финале и занял второе место, завоевав серебряную медаль.